# Matzleinsdorfer Platz (métro de Vienne)
Matzleinsdorfer Platz (en allemand : U-Bahn-Station Matzleinsdorfer Platz), est une future station, terminus provisoire, de la ligne U2 du métro de Vienne. Elle est située sur le territoire du Xe arrondissement Favoriten, à proximité du Ve arrondissement Margareten, à Vienne en Autriche.
Cette station, en cours de construction depuis 2019, est une partie du projet U2xU5 de réaménagement et d'extension des lignes U2 et U5 du réseau du métro de Vienne.

## Projet: situation sur le réseau
Établie en souterrain, la future station Matzleinsdorfer Platz, est prévue pour être, dans un premier temps (2028) la station terminus ouest du prolongement de la ligne U2 du métro de Vienne, après la station Reinprechtsdorfer Strasse, en direction du terminus est Seestadt,.
Dans un deuxième temps (2032/2035), il est prévue qu'elle devienne une station de passage de la ligne U2 du métro de Vienne, située entre la station Reinprechtsdorfer Strasse, en direction du terminus est Seestadt, et la station Gussriegelstrasse, en direction du terminus Wieneberg.